# You Are What You Is
You Are What You Is är ett musikalbum av Frank Zappa från 1981. Det är det första albumet Zappa spelade in i sin egen musikstudio, Utility Muffin Research Kitchen. Albumet fokuserar mycket på satiriska och humoristiska texter, bland annat om tonåringar, skönhet och religion. Likt en rockopera hänger några av spåren ihop genom att de bygger vidare på varandra, dock utan någon övergripande handling.
Titelspåret You Are What You Is släpptes som musikvideo 1984, men dess spridning blev begränsad då den innehöll en person föreställandes Ronald Reagan (USA:s dåvarande president) sittande i en elektrisk stol. Texten till låten innehåller dessutom meningen "I ain't no nigger no more", vilket gjorde videon ännu mer kontroversiell.

## Låtlista
1. "Teen-Age Wind" – 3:02
2. "Harder Than Your Husband" – 2:28
3. "Doreen" – 4:44
4. "Goblin Girl" – 4:07
5. "Theme from the 3rd Movement of Sinister Footwear" – 3:34
6. "Society Pages" – 2:27
7. "I'm a Beautiful Guy" – 1:56
8. "Beauty Knows No Pain" – 3:02
9. "Charlie's Enormous Mouth" – 3:36
10. "Any Downers?" – 2:08
11. "Conehead" – 4:24
12. "You Are What You Is" – 4:23
13. "Mudd Club" – 3:11
14. "The Meek Shall Inherit Nothing" – 3:10
15. "Dumb All Over" – 5:45
16. "Heavenly Bank Account" – 3:44
17. "Suicide Chump" – 2:49
18. "Jumbo Go Away" – 3:43
19. "If Only She Woulda" – 3:48
20. "Drafted Again" – 3:07